# Hội chứng GAPO
Hội chứng GAPO là một rối loạn thoái hóa tự phát hiếm gặp, gây chậm phát triển nghiêm trọng và đã được quan sát thấy ít hơn 30 lần trước năm 2011. GAPO là từ viết tắt bao gồm các đặc điểm chủ yếu của rối loạn: chậm phát triển, rụng tóc, thiếu răng giả tạo (răng không mọc từ nướu răng) và làm teo thị giác ở một số đối tượng. Các triệu chứng phổ biến khác bao gồm lão hóa sớm, trán lớn, nổi bật và lão hóa xương chậm. Hội chứng GAPO thường dẫn đến tử vong sớm khoảng 30 - 40 tuổi, do xơ hóa mô kẽ và xơ vữa động mạch.

## Dấu hiệu và triệu chứng

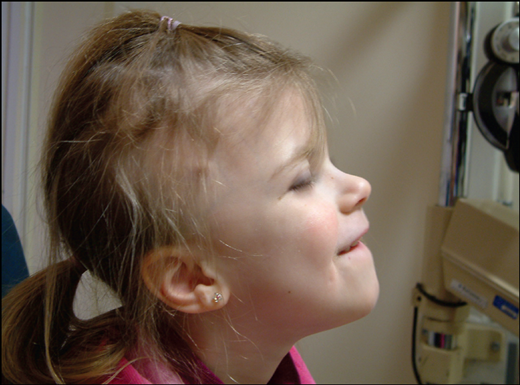
Một cô gái trẻ với mái tóc mỏng manh do có liên quan đến hội chứng GAPO

Một trong những triệu chứng cơ bản của hội chứng GAPO là việc chậm phát triển, gây ra bởi sự hình thành xương chậm và kết quả là những người có chiều cao dưới trung bình. Rụng tóc là một dấu hiệu chính khác của hội chứng GAPO. Tóc của họ thường phân tán mỏng và mỏng manh, điều này thường dẫn đến hói đầu sau này trong cuộc sống. Tương tự, sự phát triển của răng bị còi cọc, với những chiếc răng không nổi lên từ lợi hoặc phát triển bình thường. Teo dây thần kinh thị giác xảy ra ở khoảng một phần ba người bệnh. Sự xuống cấp này dẫn đến tầm nhìn ngoại vi bị ức chế và tăng khả năng khó phân biệt màu sắc.
Mặc dù không phải là một đặc điểm xác định, hầu hết những người mắc hội chứng GAPO có các đặc điểm trên khuôn mặt thô và cấu trúc bất thường của phần giữa của khuôn mặt, thường được kết hợp với một cái trán lớn. Những người mắc bệnh có xu hướng bị hẹp sống mũi, tai lồi và môi dày bất thường, mặc dù những triệu chứng này không phải là duy nhất đối với rối loạn này.